# Celypha striana
Celypha striana es una especie de polilla del género Celypha, tribu Olethreutini, familia Tortricidae. Fue descrita científicamente por Denis & Schiffermuller en 1775.
La envergadura es de unos 16–22 milímetros. Se distribuye por Europa: Austria.